# 諸岡道比古
諸岡 道比古（もろおか みちひこ、1949年 ‐ ）は、日本の哲学研究者、弘前大学教授。

## 来歴
千葉県生まれ。1973年東北大学文学部卒業。80年同大学院文学研究科博士課程退学、東北大学文学部助手、1986年弘前大学教養部講師、88年助教授、96年教授、97年人文学部教授。2000年「ドイツ観念論における「悪」論の研究 カントとシェリングを中心にして」で東北大学より博士（文学）を取得。

## 著書
- 『人間における悪 カントとシェリングをめぐって』東北大学出版会 2001

共編著
- 『死のエコロジー』渡辺喜勝・渡辺義嗣共編著 金港堂 1996

### 翻訳
- マックス・マーヴィック編『魔術師 事例と理論』山本春樹共訳 未来社 1984
- ヴォルフハルト・パネンベルク『形而上学と神の思想』座小田豊共訳 法政大学出版局 叢書・ウニベルシタス 1990
- ヴォルフハルト・パネンベルク『神の思想と人間の自由』座小田豊共訳 法政大学出版局 叢書・ウニベルシタス 1991
- 『シェリング著作集 第5b巻 啓示の哲学』編訳 燈影舎 2007
  - 改訂『著作集6 啓示の哲学』3分冊 文屋秋栄 2019-2022

## 参考
- ISBN　978-4-925085-43-4